# Sarazm
Sarazm är en forntida stad och jamoat i nordvästra Tadzjikistan. Den ligger i Pendzjikent i provinsen Sughd.
Den arkeologiska platsen för den forntida staden Sarazm ligger nära Durman, en stad i Zarafshandalen i nordvästra Tadzjikistan i provinsen Sughd nära gränsen till Uzbekistan.

## Historia
Forntida staden Sarazm tros ha grundats som ett gruvcentra för insamling av närliggande turkoskällor. Staden grundades senast 1400 f.Kr., och fungerade även som ett viktigt regionalt jordbruks- och kopparproduktionscenter.
Staden upptäcktes av den lokala bonden Ashurali Tailonov 1976 som hittade en koppardolk som stack ut från en närliggande byggnadsplats.

## Ett världsarv
Sarazm blev uppsatt på Tadzjikistans lista över förslag till världsarv (tentativa listan) den 19 juni 2000 i kategorin kulturarv  och fick världsarvsstatus 2010.
Delar av området skyddas med plåttak och några av fyndplatserna har täckts med jord igen.